# 魂のふる里 (曲)
『魂のふる里』は、日本のシンガーソングライター平沢進の3枚目のシングル。1992年4月10日にポリドール（現：ユニバーサルミュージック）より発売された。

## 解説
表題曲はサントリーから販売されているウイスキー「サントリーオールド」のCMソングに起用されており、カバーアートのデザインもCMが元になっている。OVA『DETONATORオーガン3 決戦編』のエンディングテーマとしても用いられている。
「フィッシュ・ソング」はP-MODEL時代にリリースした曲のセルフカバーであり、作詞・作曲共に神尾明朗と共作している。

## 収録曲
1. 魂のふる里
  - 『時空の水』収録曲。1988年にリリースされたカセットテープ『魂のふる里』収録曲のセルフカバー。
2. フィッシュ・ソング
  - 『サイエンスの幽霊』収録曲。1984年にリリースされたP-MODELのアルバム『SCUBA』収録曲のセルフカバー。